# Carthage (South Dakota)
Carthage is een plaats (city) in de Amerikaanse staat South Dakota, en valt bestuurlijk gezien onder Miner County.

## Demografie
Bij de volkstelling in 2000 werd het aantal inwoners vastgesteld op 187.
In 2006 is het aantal inwoners door het United States Census Bureau geschat op 164, een daling van 23 (-12,3%).

## Geografie
Volgens het United States Census Bureau beslaat de plaats een oppervlakte van
3,9 km², waarvan 3,8 km² land en 0,1 km² water. Carthage ligt op ongeveer 437 m boven zeeniveau.

## Plaatsen in de nabije omgeving
De onderstaande figuur toont nabijgelegen plaatsen in een straal van 28 km rond Carthage.